# Galanthus transcaucasicus
Galanthus transcaucasicus là một loài thực vật có hoa trong họ Amaryllidaceae. Loài này được Fomin mô tả khoa học đầu tiên năm 1909.